# Golf d'Orléans-Donnery
Le golf d'Orléans-Donnery est un golf français situé à Donnery dans le département du Loiret et la région Centre-Val de Loire.

## Description
Le golf est situé dans le parc du château de la Touche, au nord de la Loire, à l'est d'Orléans et du canal d'Orléans, à proximité de la route nationale 60.
Le golf, créé en 1956 sous l'impulsion des troupes américaines stationnées dans les environs d'Orléans après la Seconde Guerre mondiale, comporte un parcours de 18 trous de 5 737 mètres qui fut dessiné par Trent Jones, alors colonel américain de l'OTAN à Orléans, pour les neuf trous de l'aller et par Olivier Van der Vinck pour les neuf trous du retour. Il est complété par un pitch and putt, un putting green et un practice de 26 postes.
Le golf appartient à la ligue du Centre.